# Den enes död...
Den enes död... är en svensk film från 1980 med regi och manus av Stellan Olsson. I rollerna ses bland andra Jan Waldekranz, Agneta Ekmanner och Christer Boustedt.

## Om filmen
Filmens förlaga var romanen De oförsonliga av den danske författaren Poul Ørum (1975). Filmen spelades in i Höganäs i Skåne med Bert Sundberg som producent och Odd Geir Sæther som fotograf. Filmen klipptes därefter av Lasse Lundberg och premiärvisades den 26 mars 1980 på flera biografer runt om i Sverige.
Filmen mottogs negativt i pressen.

## Handling
Ralf släpps ut ur fängelset och anländer till ett litet samhälle.

## Rollista
- Jan Waldekranz – Ralf
- Agneta Ekmanner – Sara
- Christer Boustedt	– Lorenz
- Gunnar Öhlund – Johansson
- Roland Hedlund – Meinert
- Tord Peterson – kommissarie Olsson
- Anders Granström – Herman
- Bernt Ström – Kristofferson
- Nils Ahlroth – bankkamrern
- Birgit Eggers – bankkunden
- Rut Hoffsten – bankkassörskan
- Johanna Andersson	– Marianne
- Karin Ekström – servitris
- Vanja Rodefeldt – servitris
- Einar Persson – Eriksson
- Anders Järleby – medlem i gänget
- Lilia Larsson	– medlem i gänget
- Johan Thorén – medlem i gänget

### Fotnoter
1. 1 2 3 4  ”Den enes död...”. Svensk Filmdatabas. http://sfi.se/sv/svensk-filmdatabas/Item/?itemid=7704&type=MOVIE&iv=Basic&ref=/templates/SwedishFilmSearchResult.aspx?id%3d1225%26epslanguage%3dsv%26searchword%3dden+enes+d%C3%B6d%26type%3dMovieTitle%26match%3dBegin%26page%3d1%26prom%3dFalse. Läst 9 maj 2013.